# Domés
Domés (llamada oficialmente San Martiño de Domés) es una parroquia del municipio español de Verea, en la provincia de Orense, Galicia.

## Toponimia
La parroquia también es conocida por el nombre de San Martín de Domés.

## Organización territorial
La parroquia está formada por cinco entidades de población:
- Casal de Bispo
- Nogueira
- Outeiro
- Sa
- San Martiño

## Demografía
| Gráfica de evolución demográfica de Domés entre 2000 y 2023 |
|                                                             |
| Datos según el nomenclátor publicado por el INE.            |